# San Rafael (Californie)
Pour les articles homonymes, voir San Rafael.
San Rafael est le siège, la municipalité la plus grande et la ville la plus ancienne du comté de Marin — le comté le plus riche des États-Unis — en Californie. Peuplée par environ 61 271 habitants, elle est située au nord de la baie de San Francisco.

## Histoire
La mission San Rafael Arcángel, fondée en 1817, est située dans le centre de San Rafael.
Le centre municipal du comté de Marin et le centre de Marin sont les dernières structures principales conçues par Frank Lloyd Wright, et sont des hauts lieux d'histoire. Ce sont les seuls bâtiments du gouvernement conçus et construits par Frank Lloyd Wright.
Les terrains du centre municipal se composent d'un parc de 20 acres, d'une lagune de 11 acres, d'un centre de Marine des arts et d'un centre des congrès, d'une maison de lectures de marine, l'opéra, et le ballet. L'université dominicaine (en) fournit des programmes d'éducation de qualité et des diplômes en 4 ans. Le parc d'État "China camp" propose des marches, du cheval et des chemins balisés pour les vélos, lancements de bateaux, et des promontoires de pêche sur la baie de San Pablo.

## Géographie
Le littoral de San Rafael a été dans le passé comblé sur une grande superficie pour accueillir l'aménagement du territoire, avec la boue qui sous-tend la baie (limon argileux saturé) d'un maximum de 27 m d'épaisseur. À certains emplacements comme Murphys Point, le grès ou le schiste forme des affleurements rocheux dans la boue.
San Rafael possède une grande diversité d'habitats naturels, de la forêt à des altitudes plus élevées, aux marais et estuaires. Ses marais abritent la Souris côtière des moissons, espèce menacée. Il y a aussi des zones ripariennes, dont les corridors du ruisseau San Rafael et du ruisseau Miller.

## Démographie
| Groupe            | San Rafael | Californie | États-Unis |
| ----------------- | ---------- | ---------- | ---------- |
| Blancs            | 70,6       | 57,6       | 72,4       |
| Autres            | 14,8       | 17,0       | 6,2        |
| Asiatiques        | 6,1        | 13,1       | 4,8        |
| Métis             | 5,1        | 4,9        | 2,9        |
| Afro-Américains   | 2,0        | 6,2        | 12,6       |
| Amérindiens       | 1,2        | 1,0        | 0,9        |
| Océaniens         | 0,2        | 0,4        | 0,2        |
| Total             | 100        | 100        | 100        |
|                   |            |            |            |
| Latino-Américains | 49,9       | 37,6       | 16,7       |

Selon l'American Community Survey, en 2010, 64,11 % de la population âgée de plus de 5 ans déclare parler l'anglais à la maison, 25,04 % déclare parler l'espagnol, 1,21 % le vietnamien, 0,94 % le français, 0,93 % le tagalog, 0,90 % l'allemand, 0,70 % le coréen, 0,65 % une langue chinoise, 0,56 % le persan et 4,97 % une autre langue.
| 1870 | 1880  | 1890  | 1900  | 1910  | 1920  |
| ---- | ----- | ----- | ----- | ----- | ----- |
| 841  | 2 276 | 3 290 | 3 879 | 5 934 | 5 512 |

| 1930  | 1940  | 1950   | 1960   | 1970   | 1980   |
| ----- | ----- | ------ | ------ | ------ | ------ |
| 8 022 | 8 573 | 13 848 | 20 460 | 38 977 | 44 700 |

| 1990   | 2000   | 2010   | 2020   | - | - |
| ------ | ------ | ------ | ------ | - | - |
| 48 404 | 56 063 | 57 713 | 61 271 | - | - |

## Climat
San Rafael a un climat méditerranéen, avec des hivers doux dont les minima atteignent rarement le point de congélation. Les températures d'été avoisinent les 27 °C le jour et 13 °C la nuit.
Les précipitations, en moyenne de 817 mm par an, tombent presque uniquement d'octobre à avril; juillet et août subissant une sécheresse totale.

## Économie
Après l'arrivée de George Lucas à San Rafael en 1970 pour réaliser le film THX 1138, la ville est devenue un centre de l'industrie du divertissement, en particulier les éléments high-tech de l'entreprise. Lucasfilm a été fondée par George Lucas en 1971, et est surtout connu pour les séries de films Star Wars et Indiana Jones. Certaines des activités de la société ont été déménagées à San Francisco en 2005. Certaines parties du film American Graffiti produit par Universal Pictures ont été filmées dans le centre de San Rafael, sous la direction de George Lucas, et des parties de THX 1138 ont été prises au Centre Marin County Civic à San Rafael. Une grande partie du film Bienvenue à Gattaca, avec Ethan Hawke, a également été filmés dans le centre de Marin County Civic. Industrial Light & Magic a été fondée en 1975 par Lucas pour réaliser les effets spéciaux pour ses films et ceux d'autres cinéastes. Le programme de musique New Age Hearts of Space y a son siège social depuis 2004.

## Jumelages
San Rafael del Norte (Nicaragua)
 Lonate Pozzolo (Italie)
 Chiang Mai (Thaïlande)
 Falkirk (Écosse)